# Ignacio Núñez
Ignacio Núñez (Buenos Aires, 1792 – id., 1846) était un homme politique, journaliste et historien argentin, qui joua un rôle politique de premier plan au cours des deux décennies qui suivirent la révolution de Mai.

## Biographie
En 1806, il s’enrôla dans l’armée pour aider à la résistance contre les invasions britanniques du Río de la Plata, et prit part en janvier 1809 à la répression du coup de force tenté par Martín de Álzaga. L’année suivante, il appuya la révolution de Mai.
En 1811, sous la pression de la faction du président de la Première Junte, Cornelio Saavedra, il fut exclu de l’armée, et passa dans la Bande Orientale (grosso modo au territoire de l’actuel Uruguay), où il participa en tant que volontaire au siège de Montevideo de 1811.
De retour à Buenos Aires, il adhéra à la loge lautarienne et apporta son concours à l’Assemblée constituante de l'an XIII. Il fut tour à tour directeur de la Loterie, secrétaire de l’assemblée, ministre de la guerre et de la marine à titre intérimaire du Directeur suprême Gervasio Antonio de Posadas, et fonctionnaire du gouvernement directorial à Montevideo. À la suite de la chute de Carlos María de Alvear, il se réfugia à Montevideo, et fit paraître dans la presse, sous pseudonyme, une longue lettre ouverte dans laquelle il attaquait Alvear et l’Assemblée de l’an XIII.
Revenu à Buenos Aires en 1817, il devint secrétaire du congrès de Tucumán, que l’on venait de transférer de la ville de San Miguel de Tucumán vers la capitale. Il figura parmi les différents rédacteurs que connut la constitution de 1819, de tendance unitaire.
Dans la décennie 1820, il exerça une activité de journaliste, soutenant le ministre Bernardino Rivadavia, qui le nomma chef de cabinet de son ministère. Il édita plusieurs quotidiens, dont El Argos, El Centinela et El Nacional, tous de tendance gouvernementale et unitaire.
En 1825, après avoir, en qualité de secrétaire, accompagné Rivadavia à Londres, il fut nommé ambassadeur au Royaume-Uni. C’est à ce titre qu’il se vit confier le soin de signer avec ce pays le traité destiné à ratifier le précédent traité d’amitié et d’échanges.
Il s’en revint à Buenos Aires en compagnie du même Rivadavia et, tout en appuyant la présidence de celui-ci dans la presse, exerça comme chef de cabinet du ministère de l’intérieur. Le président le dépêcha à la Province Orientale, où il exigea du congrès de Florida acte de soumission complète au gouvernement national, moyennant quoi des renforts seraient envoyés audit congrès pour l’assister dans sa guerre contre l'empire du Brésil. Les efforts de Núñez eurent pour effet que le Congrès oriental et le gouvernement provisoire de la province décidèrent d’inclure en leur sein plusieurs politiciens unitaires, partisans de Rivadavia.
Núñez fut ministre de l'Intérieur sous l’éphémère présidence de Vicente López y Planes, puis devint président de la Sociedad Rural et de la Commission d’approvisionnement (en esp. Comisión de Abasto y Provisiones). Durant un bref retour dans la province Orientale, il exerça comme ministre de l'Intérieur du général Juan Antonio Lavalleja, gouverneur de la province. Il en fut expulsé par le coup de force de 1827, par lequel Lavalleja se libéra de l’emprise de Rivadavia.
Il eut une part active dans l’organisation de la révolution de Juan Lavalle du 1er décembre 1828, mais repoussa le poste de ministre que celui-ci lui proposa.
En 1837, pour avoir appuyé depuis Buenos Aires la révolution du général uruguayen Fructuoso Rivera dirigée contre le président Manuel Oribe, il fut arrêté sur ordre du gouverneur de Buenos Aires Juan Manuel de Rosas ; il subit en outre des poursuites pour s’être abstenu de porter les insignes des fédéralistes. S’étant réfugié à Montevideo, il lui fut donné d’assister au triomphe de Rivera en 1838, mais rentra peu après à Buenos Aires. Deux ans plus tard, il fut de nouveau arrêté et eut sa maison détruite par la Mazorca. Il s’enfuit de la capitale et se tint coi dans diverses localités rurales durant une grande partie du restant de sa vie. Il mourut à Buenos Aires en janvier 1846.
Parmi ses écrits figure — outre ses Noticias históricas, geográficas y estadísticas del Río de la Plata (litt. Notes historiques, géographiques et statistiques du Río de la Plata) et une série de biographies de dirigeants politiques de son époque — ce qui deviendra son apport le plus important à l’histoire de l’Argentine : les Noticias históricas de la República Argentina (Notes historiques de la république argentine). Celles-ci, publiées par son fils plus de dix ans après sa mort, apparaissent comme une bonne source pour appréhender les processus politiques qui précédèrent et suivirent de près la révolution de Mai.